# Muhar
Muhar (en serbe cyrillique : Мухар) est un quartier de Belgrade, la capitale de la Serbie. Il est situé dans la municipalité urbaine de Zemun.

## Emplacement
Muhar est centré autour du Trg Branka Radičevića (la « place Branko Radičević »). Géographiquement, le quartier se trouve dans une vallée étroite située entre les collines (et les quartiers) de Gardoš au nord et de Ćukovac au sud, dans l'une des parties les plus anciennes de Zemun. Il relie les quartiers de Donji Grad plus au sud et de Gornji Grad au nord.

## Histoire
Muhar doit son nom à Ivan Muhar (1867–1966), qui était un riche marchand de Zemun avant la Seconde Guerre mondiale. Après des débuts comme apprenti, il ouvrit plus tard son propre magasin sur la place du quartier puis s'y fit construire une maison.

## Caractéristiques
Muhar constitue un important nœud de communication. Le quartier marque la fin de la rue Glavna, la principale rue de Zemun. À l'est, par les rues Karamatina et Njegoševa, il est relié au quartier de Zemunski kej, tandis qu'au nord-ouest, par les rues Cara Dušana et Dobanovačka, il s'étend jusqu'à Gornji Grad. En raison de son étroitesse, Muhar connaît de nombreux embouteillages, particulièrement aux heures de pointe.
Tout le secteur de Gardoš, Muhar et Ćukovac est connu pour ses lagumi, un vaste réseau de couloirs souterrains remontant à l'époque autrichienne ; 73 couloirs principaux ont été découverts, avec tout un réseau de corridors plus petits ; le plus long d'entre eux mesure 96 m.
L'Opéra et théâtre Madlenianum se trouve dans le quartier ; il a ouvert ses portes en 1999, à la place de l'ancien Théâtre national de Zemun ; il présente des opéras, des ballets, des pièces de théâtre, des comédies musicales et des concerts.

## Transports
Le quartier est desservi par plusieurs lignes de bus de la société GSP Beograd, soit les lignes 17 (Konjarnik – Zemun Gornji Grad), 45 (Novi Beograd Blok 44 – Zemun Novi Grad), 73 (Novi Beograd Blok 45 – Gare de Batajnica), 83 (Crveni krst – Zemun Bačka), 84 (Zeleni venac – Nova Galenika) et 705 (Zemun Kej oslobođenja – 13. maj).